# Bundfaltenhose

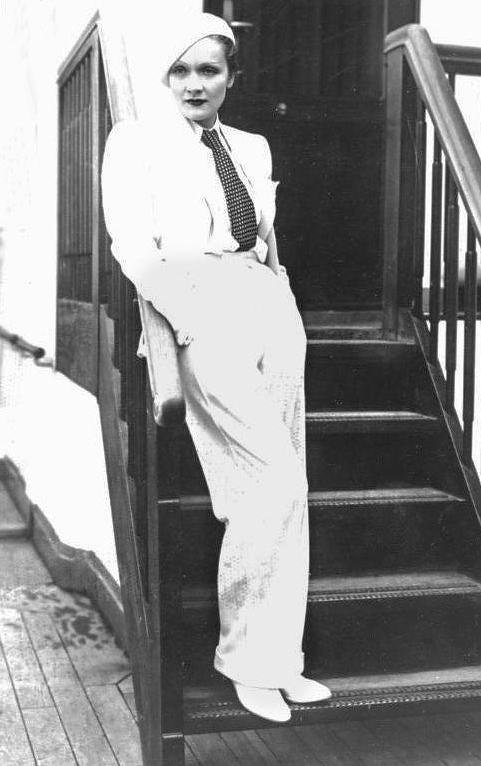
Bundfaltenhose, Marlene Dietrich

Die Bundfaltenhose ist eine Herren- oder Damenhose mit am Vorderhosen-Bund angesetzten Falten. Dadurch ist der Hüft- und Gesäßbereich weiter geschnitten. Üblicherweise handelt es sich um zwei bis vier eingebügelte Bundfalten unterhalb des Bunds. Seltener gibt es auch auf der Hinterseite Bundfalten.
Bundfalten sind Falten in der Vorderhose, die in der Bundnaht beginnen und entstehen, indem die Vorderhose vor dem Annähen in bestimmter Tiefe eingeschlagen wird.
Durch die Bundfalten entsteht mehr Bewegungsfreiheit und eine großzügigere Weite. Je nach Art der Bundfalten kann somit sowohl eine gemäßigte als auch eine üppige Weite hergestellt werden. Je nach Schnitt des Hosenbeins behält die Hose bis zum Saum die großzügige Weite bei oder verjüngt sich wieder konisch zum Knöchel hin. In letzterem Fall spricht man von Karottenhosen. Bundfaltenhosen im Karottenschnitt können ihre größte Weite im Hüftbereich oder im Bereich der Oberschenkel haben.
Weitere Merkmale von Bundfaltenhosen sind häufig höhere Leibhöhen und angedeutete Karottenform.
In der Herrenmode setzte sich die Bundfaltenhose als modische Hose seit Ende der 1970er Jahre durch.